# Les Allen
Leslie William Allen, nacido en Romford, Essex (Reino Unido), fue un jugador de fútbol inglés y, posteriormente, fue también entrenador.
Como futbolista, Les Allen comenzó de amateur en el Chelsea F.C. en septiembre de 1954 y jugó de centrocampista atacante, marcando 11 goles en 44 partidos de liga, antes de ser fichado por el Tottenham Hotspur en diciembre de 1959. En ese equipo formó una dupla letal en la delantera con Bobby Smith. Marcó 47 tantos en 119 apariciones, pero perdió su puesto con la llegada al equipo de Jimmy Greaves.
Entonces se unió a los Queen Park Rangers (QPR) en julio de 1965 marcando durante su estancia en ese equipo 55 goles en 128 partidos. Allí hizo historia al convertir al QPR en el primer equipo de la Third Division en ganar la League Cup.
Ya retirado de los terrenos de juego, se convirtió en el entrenador del Swindon Town en noviembre de 1972 hasta 1974. Posteriormente también dirigió al Salónica de Grecia.
Actualmente, Les Allen vive con su mujer en Hornchurch. Su hermano Dennis, sus hijos Clive y Bradley y sus sobrinos Martin y Paul Allen son o han sido jugadores de fútbol profesionales.